# Мерсер-Айленд (Вашингтон)
Мерсер-Айленд (англ. Mercer Island) — город в округе Кинг в штате Вашингтон в Соединённых Штатах Америки.
По данным переписи населения 2020 года в США, население города составляло 25 748 человек.

## История
Остров, на котором стоит Мерсер-Айленд, соединён с материком с двух сторон мостами, по которым проходит межштатная автомагистраль I-90, с городом Сиэтл на западе и городом Белвью на востоке. Эта транспортная линия во многом и определяет жизнь и развитие города.

## География
Город расположен на одноимённом острове в южной части озера Вашингтон; это один из самых густонаселённых озёрных островов США.
Наибольшая высота города составляет около 335 футов (102 метра), недалеко от центра острова.
По данным Бюро переписи населения США, общая площадь города составляет 12,90 квадратных миль (33,41 км2), из которых 6,38 квадратных миль (16,52 км2) — это суша, а 6,52 квадратных миль (16,89 км2) — водная поверхность.